# Cartón ondulado

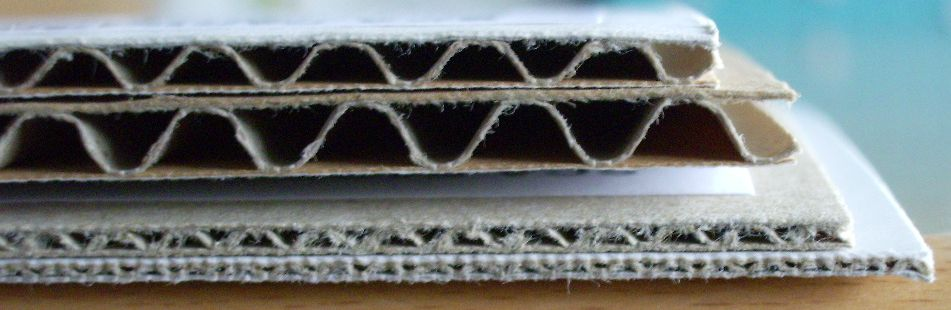
Planchas de cartón ondulado de perfiles B, C, E y F.

El cartón ondulado o corrugado es un material utilizado fundamentalmente para la fabricación de envases y embalajes. Generalmente, se compone de tres o cinco papeles; los de las dos capas exteriores son lisos y el interior o los interiores ondulados, lo que confiere a la estructura una gran resistencia mecánica.
La máquina que fabrica el cartón ondulado se llama onduladora, siendo la tradicional caja de solapas el embalaje más habitualmente producido en este material.

## Ondas de cartón
Se llama onda de cartón a la ondulación producida en el papel interior de una plancha de cartón. La altura de las ondas incide directamente en las características físicas de la caja, sobre todo, en su resistencia al apilamiento (o BCT, por sus iniciales en inglés, Box Compression Test). Este último parámetro es el más importante para productores y consumidores puesto que indica el peso que puede soportar una caja sometida a una carga por apilamiento.
Estas son las ondas más habituales y sus perfiles. 
| Onda | Perfil       |
| ---- | ------------ |
| A    | 4,2-4,8 mm   |
| C    | 3,5-4,2 mm   |
| B    | 2,2-2,8 mm   |
| E    | 1,14-1,39 mm |
| F    | 0,75-0,8 mm  |
| N    | 0,5-0,55 mm  |

En las últimas décadas, el sector del cartón ondulado ha asistido a una progresiva reducción de los tamaños de onda buscando fundamentalmente una mayor planimetría en la plancha con el fin de conseguir un registro de impresión más nítido y uniforme. Las ondas bajas (F y N) aparecieron en el mercado a finales del siglo pasado y se relacionan directamente con la reducción de los gramajes de papeles pues tan sólo se pueden fabricar utilizando papeles ligeros.
Cuando la plancha consta de dos ondas se le llama doble-doble y si está formada por una onda y un solo papel liso, simple cara. Excepcionalmente, el cartón ondulado puede fabricarse con tres ondas y siete papeles, en cuyo caso se denomina tríplex.

## Historia

### Las cajas de cartón
Los primeros tiempos de la industria del cartón ondulado tuvieron como protagonistas a pioneros que fabricaban todo a mano, incluso su propia maquinaria y que soñaban con métodos más rápidos de producción. A principios de 1883, el coronel Andrew Dennison usaba un banco de zapatero en Brunswick, Maine, para fabricar cajas de joyería como complemento y protección de las joyas y relojes vendidos en la pequeña tienda de su hijo en Boston.
En 1884, padre e hijo combinaron sus esfuerzos para crear un dispositivo llamado half machine que significó el fin del corte manual de los laterales. Las planchas eran cortadas a medida y se colocaban en la máquina que hendía y cortaba una esquina cada vez presionando hacia abajo. Esto fue conocido como el cortador-hendedor. 
En 1885 se desarrolló una tijera de mano como mejora sobre el cuchillo de zapatero para cortar las cajas. La cizalla pronto se convirtió en la principal herramienta en la producción de cajas. Antes de que abundaran las potentes cortadoras, una sencilla planta de cajas podía tener una batería de al menos ocho o diez cizallas, todas operando al mismo tiempo.

### El primer cartón ondulado
Las primeras cajas de cartón no eran muy resistentes y se deterioraban durante el transporte y almacenaje. Esta desventaja fue eliminada pocos años después por Oliver Long quien empezó a fabricar un cartón diferente, introdujo una hoja de cara estabilizante («simple cara») que ayudaba a fortalecer la hoja de ondulado (conocida posteriormente como medium) y poco después una hoja como segunda cara. Y así, con la patente de Long en Estados Unidos 150.588 del día 5 de mayo de 1874 fue inventado el cartón ondulado.
Las numerosas patentes que se presentaron sobre este nuevo producto fueron adquiridas por Robert H. Thompson y Henry D. Norris, quienes unieron fuerzas y formaron la compañía Thompson & Norris y, por otra parte, Robert Gair que fundó la compañía Robert Gair Co. Estas dos empresas que operaban en las áreas de Nueva York y Boston disfrutaron de un sustancial monopolio durante al menos dos décadas gracias a su control de las patentes.

### Lacaja de solapas
Robert Gair es considerado el padre del cartón plegado y fue uno de los pioneros de la industria del cartón ondulado. Consiguió el reconocimiento gracias al desarrollo del estilo de una caja estándar con hendidos y pegado de la solapa —llamada «caja americana»—, muy similar al sistema actual de fabricación de cajas de cartón.
Gair llegó a Estados Unidos a los catorce años en un barco procedente de Edimburgo, Escocia, para trabajar con su padre como fontanero en Nueva Jersey. Más tarde, trabajó en Nueva York en un almacén de venta al por menor en la década de 1850, antes de servir en el ejército de la Unión y, posteriormente, montó su propia empresa.
En 1879, una preparación errónea realizada por uno de sus empleados que estaba imprimiendo bolsas de semillas, le condujo al descubrimiento del proceso de corte y hendido. Gair se dio cuenta de que la regleta de impresión podía ser reemplazada por otra especial de cuchillas y reglas que podía ser usada para cortar y hender simultáneamente. Este error representó una mejora definitiva respecto al método anterior que troquelaba las planchas para hacer luego los hendidos en otra máquina.
Más tarde, ese mismo año solicitó una patente que nunca llegó a ejercer a lo largo de los años. En su solicitud, Gair manifestó que era el primer inventor de un sistema mejorado de corte y hendido de papel en la fabricación de cajas de papel. La prensa Aldine de Gair está actualmente en el museo de inventos del Instituto Franklin de Filadelfia, Pensilvania, fue la primera máquina que cortaba y hendía simultáneamente.
Las primeras máquinas en las fábricas de Thompson & Norris y Robert Gair tenían una anchura de 12 a 18 pulgadas (30,5 a 45,7 cm). Conforme aumentaron su anchura, fueron accionadas mediante correas desde una línea superior. Los rodillos de mayor diámetro eran calentados primero por inyectores de gas y posteriormente de vapor para evitar el riesgo de incendio. Las hojas exteriores o liners se pegaban a mano usando brochas similares a las de empapelar que todavía se utilizan hoy, con engrudo (una pasta de harina cocida). El médium era puesto cuidadosamente en su posición y presionado suavemente. Para que el adhesivo comenzara a pegar era necesario eliminar, por evaporación, una gran cantidad de líquido por lo que cualquier otra operación necesitaba veinticuatro horas previas de secado. Los tamaños de plancha eran muy pequeños ya que el cartón ondulado sólo se utilizaba como refuerzo interior siendo el embalaje externo una caja de madera o barril.

### Simple cara
El simple cara fue producido por primera vez en rollo continuo, aproximadamente en 1880, recubriendo completamente con adhesivo una cara del liner, aplicado por una batería de brochas fijas. Una de las primeras máquinas de aplicar el adhesivo a las crestas del médium fue patentada por Robert Thompson el 7 de junio de 1890. En este proceso, el rollo de médium pasaba sobre un rodillo aplicador de adhesivo y se dejaba caer sobre el liner; el simple cara resultante era bobinado en un rollo y llevado a una sala de secado. Estas máquinas consistían básicamente, además del mecanismo adhesivo, de dos o tres rodillos acanalados huecos y calentados interiormente que se montaban verticalmente sobre ligeros bastidores de fundición.

## Reciclado

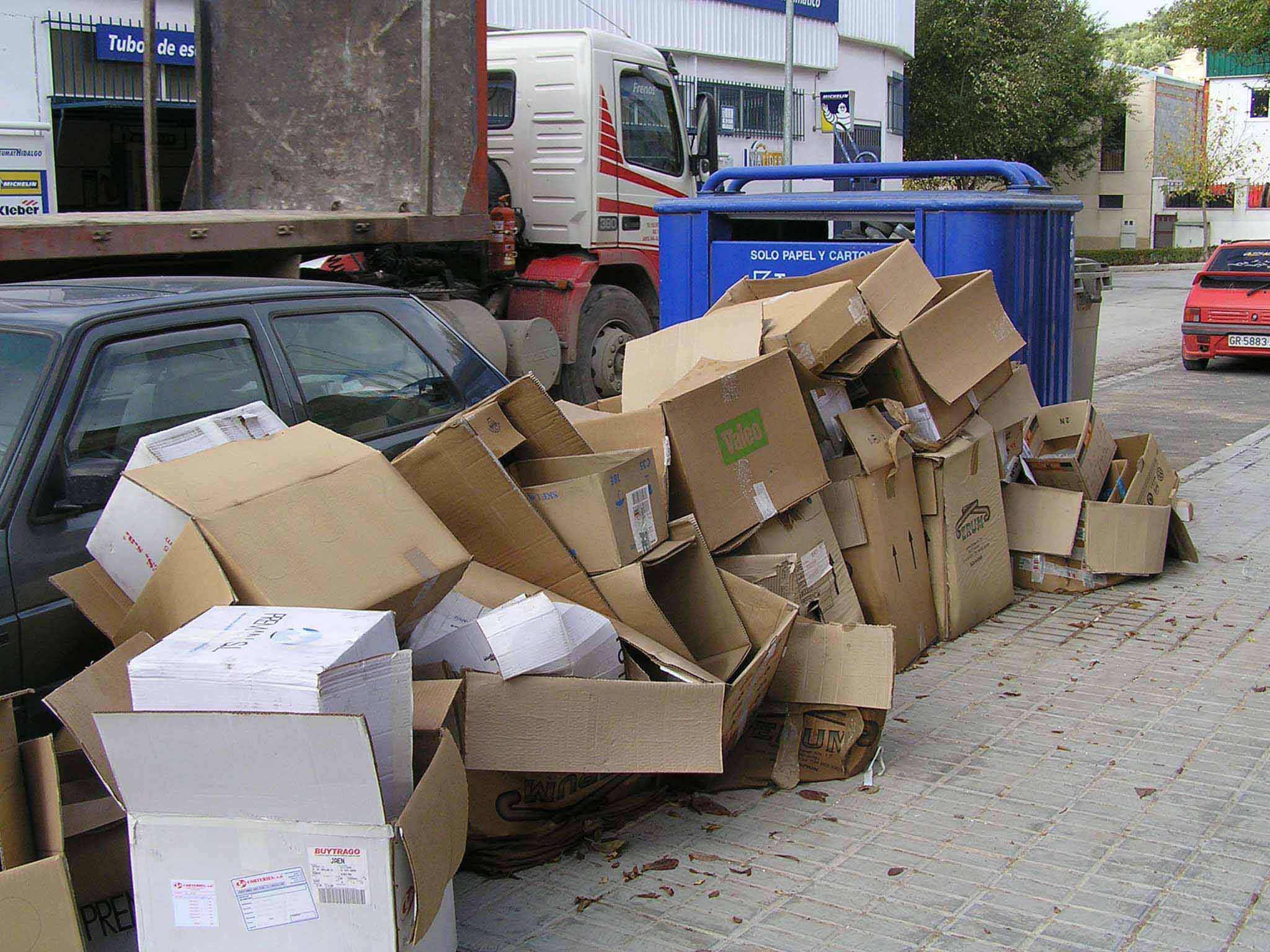
Cartón y contenedor azul para su reciclaje en Alcalá la Real, Jaén, España.

El cartón y el papel tienen tratamientos similares en cuanto a su reciclado; además, para ciertos objetos como pastas delgadas de un cuaderno no es posible distinguir entre uno u otro.